# Vieira do Minho (freguesia)
A Freguesia de Vieira do Minho é uma freguesia portuguesa do Município de Vieira do Minho, com 8,15 km² de área e 2372 habitantes (censo de 2021), tendo, por isso, uma densidade populacional de 291 hab./km².
A freguesia foi criada pelo decreto lei n.º 22.593, de 29/04/1933, sendo então constituída pela povoação de Brancelhe, da freguesia de Mosteiro, e pelo lugar de Chãos, da freguesia de Cantelães. Pelo mesmo decreto foi a povoação de Brancelhe elevada à categoria de vila, com a designação de Vieira do Minho, passando a ser a sede do concelho (atual município).

## Demografia
A população registada nos censos foi:
| Distribuição da População por Grupos Etários | Distribuição da População por Grupos Etários | Distribuição da População por Grupos Etários | Distribuição da População por Grupos Etários | Distribuição da População por Grupos Etários |
| -------------------------------------------- | -------------------------------------------- | -------------------------------------------- | -------------------------------------------- | -------------------------------------------- |
| Ano                                          | 0-14 Anos                                    | 15-24 Anos                                   | 25-64 Anos                                   | > 65 Anos                                    |
| 2001                                         | 489                                          | 377                                          | 1129                                         | 294                                          |
| 2011                                         | 375                                          | 298                                          | 1181                                         | 385                                          |
| 2021                                         | 268                                          | 284                                          | 1298                                         | 522                                          |

## Património
- Casa de Lamas
- Casa de Magos
- Casa-Museu Adelino Ângelo
- Capela de Santo António
- Capela da Senhora da Conceição
- Casa da Lage
- Hospital da Santa Casa da Misericórdia
- Edifícios da Câmara Municipal
- Casa do Povo
- Casa da Cuqueira
- Casa da Torre e conjunto de casas na Praça de Guilherme de Abreu
- Casa do Hospital
- Casa do Mercador
- Pavilhão Gimnodesportivo "Prof. Aníbal Nascimento"
- Parque de Campismo